# Cladomniopsis
Cladomniopsis, monotipski rod pravih mahovina iz porodice Ptychomniaceae. Jedina priznata vrsta je C. crenato-obtusa iz južnog Čilea

## Vanjske poveznice
|  | Wikivrste imaju podatke o taksonu Cladomniopsis |